# Piero Drogo
Piero Francesco Carlo Drogo (* 8. August 1926 in Vignale Monferrato; † 28. April 1973 in Bologna) war ein italienischer Autorennfahrer und Karosseriebauer.

## Karriere
Piero Drogo fuhr seine ersten Autorennen in Südamerika. 1956 wurde er Siebter beim Großen Preis von Venezuela in Caracas und 1957 gewann er seine Klasse beim 1000-km-Rennen von Buenos Aires. Ein Jahr später konnte er diesen Erfolg noch übertreffen, als er als Copilot von José Froilán González in einem Werks-Ferrari Vierter bei diesem Rennen wurde.
1958 kam er nach Europa, hatte aber vorerst kein Rennglück. Bei den 24 Stunden von Le Mans schied er nach einem Unfall aus. 1959 ging ihm das Geld aus und Drogo nahm eine Stelle als Mechaniker bei Stanguellini an. Durch den Boykott der britischen Teams beim Großen Preis von Italien 1960 in Monza kam Drogo zu seinem einzigen Grand-Prix-Start. Für die Scuderia Colonia pilotierte er einen Cooper T43 an die achte Stelle im Klassement. Allerdings hatte er im Ziel fünf Runden Rückstand auf den Sieger Phil Hill auf einem Ferrari Dino 246F1.
1961 gründete er das Karosseriebauunternehmen Carrozzeria Sports Cars in der Via Emilia Quest in Modena. Sein erster Auftrag war der Wiederaufbau des Maserati Tipo 61 von Lloyd Casner, den dieser bei seinem schweren Unfall in Pescara fast völlig zerstört hatte. In den 1960er-Jahren karossierte er den Ferrari „Breadvan“ für den Rennstall des Conte Giovanni Volpi und war für die Drogo-Nasen der Ferrari 250LM verantwortlich. Auch die P-Prototypen hatten eine Karosserie von Drogo.
Piero Drogo starb 1973 bei einem Unfall in der Nähe von Bologna, als er mit seinem Privatwagen in einem Tunnel auf einen unbeleuchteten LKW auffuhr.

## Statistik

### Statistik in der Formel 1

#### Gesamtübersicht
| Saison | Team             | Chassis    | Motor         | Rennen | Siege | Zweiter | Dritter | Poles | schn. Rennrunden | Punkte | WM-Pos. |
| ------ | ---------------- | ---------- | ------------- | ------ | ----- | ------- | ------- | ----- | ---------------- | ------ | ------- |
| 1960   | Scuderia Colonia | Cooper T43 | Climax 1.5 L4 | 1      | −     | −       | −       | −     | −                | −      | NC      |
| Gesamt | Gesamt           | Gesamt     | Gesamt        | 1      | −     | −       | −       | −     | −                | −      |         |

#### Einzelergebnisse
| Saison | 1 | 2 | 3 | 4 | 5 | 6 | 7 | 8 | 9 | 10 |
| ------ | - | - | - | - | - | - | - | - | - | -- |
| 1960   |   |   |   |   |   |   |   |   |   |    |
|        |   |   |   |   |   |   |   | 8 |   |    |

| Legende  | Legende            | Legende                                                          |
| Farbe    | Abkürzung          | Bedeutung                                                        |
| -------- | ------------------ | ---------------------------------------------------------------- |
| Gold     | –                  | Sieg                                                             |
| Silber   | –                  | 2. Platz                                                         |
| Bronze   | –                  | 3. Platz                                                         |
| Grün     | –                  | Platzierung in den Punkten                                       |
| Blau     | –                  | Klassifiziert außerhalb der Punkteränge                          |
| Violett  | DNF                | Rennen nicht beendet (did not finish)                            |
| Violett  | NC                 | nicht klassifiziert (not classified)                             |
| Rot      | DNQ                | nicht qualifiziert (did not qualify)                             |
| Rot      | DNPQ               | in Vorqualifikation gescheitert (did not pre-qualify)            |
| Schwarz  | DSQ                | disqualifiziert (disqualified)                                   |
| Weiß     | DNS                | nicht am Start (did not start)                                   |
| Weiß     | WD                 | zurückgezogen (withdrawn)                                        |
| Hellblau | PO                 | nur am Training teilgenommen (practiced only)                    |
| Hellblau | TD                 | Freitags-Testfahrer (test driver)                                |
| ohne     | DNP                | nicht am Training teilgenommen (did not practice)                |
| ohne     | INJ                | verletzt oder krank (injured)                                    |
| ohne     | EX                 | ausgeschlossen (excluded)                                        |
| ohne     | DNA                | nicht erschienen (did not arrive)                                |
| ohne     | C                  | Rennen abgesagt (cancelled)                                      |
| ohne     | keine WM-Teilnahme |                                                                  |
| sonstige | P/fett             | Pole-Position                                                    |
| sonstige | 1/2/3/4/5/6/7/8    | Punktplatzierung im Sprint-/Qualifikationsrennen                 |
| sonstige | SR/kursiv          | Schnellste Rennrunde                                             |
| sonstige | *                  | nicht im Ziel, aufgrund der zurückgelegten Distanz aber gewertet |
| sonstige | ()                 | Streichresultate                                                 |
| sonstige | unterstrichen      | Führender in der Gesamtwertung                                   |

### Le-Mans-Ergebnisse
| Jahr | Team           | Fahrzeug      | Teamkollege        | Platzierung | Ausfallgrund |
| ---- | -------------- | ------------- | ------------------ | ----------- | ------------ |
| 1958 | Fernand Tavano | Ferrari 250TR | Alfonso Gómez-Mena | Ausfall     | Unfall       |

### Einzelergebnisse in der Sportwagen-Weltmeisterschaft
| Saison | Team                       | Rennwagen      | 1   | 2   | 3   | 4   | 5   | 6   | 7   |
| ------ | -------------------------- | -------------- | --- | --- | --- | --- | --- | --- | --- |
| 1957   | Madunina Venezuela         | Ferrari 500 TR | BUA | SEB | MIM | NÜR | LEM | KRI | CAR |
| 1957   | Madunina Venezuela         | Ferrari 500 TR | 7   |     |     |     |     |     | 8   |
| 1958   | Piero Drogo Fernand Tavano | Ferrari 250TR  | BUA | SEB | TAR | NÜR | LEM | RTT |     |
| 1958   | Piero Drogo Fernand Tavano | Ferrari 250TR  | 4   |     |     |     | DNF |     |     |
| 1959   | Scuderia Centro Sud        | Maserati A6G   | SEB | TAR | NÜR | LEM | RTT |     |     |
| 1959   | Scuderia Centro Sud        | Maserati A6G   | 5   |     |     |     |     |     |     |